# Büsch (Asbach)
Büsch ist ein Ortsteil der Ortsgemeinde Asbach im Landkreis Neuwied im nördlichen Rheinland-Pfalz. Der Ort ist vorwiegend landwirtschaftlich geprägt.

## Geographie
Der Weiler liegt im Niederwesterwald westlich des Hauptortes Asbach auf einer Anhöhe oberhalb und östlich des Pfaffenbachs, der hier auch den lokalen Namen „Griesenbach“ oder „Wahler Bach“ trägt. Östlich des Orts liegt der Asbacher Ortsteil Rindhausen und südlich der Wohnplatz Schluten. Büsch liegt an der Kreisstraße 48, die den Ortsteil Bennau mit Limberg und der Gemeinde Buchholz (Westerwald) verbindet.

## Geschichte
In einer urkundlichen Erwähnung aus dem Jahr 1517 wird der Zehntbereich von Büsch „beneden dem Busch“ genannt, „beneden“ bedeutet „unterhalb“ und „Busch“ steht für „Wald“.
Landesherrlich gehörte Büsch bis 1803 zum Kurfürstentum Köln. Der Ort war Teil der „Honnschaft Elsaff“, die zum Kirchspiel Asbach gehörte und der Verwaltung des kurkölnischen Amtes Altenwied unterstand. Nach einer 1660 vom Kölner Kurfürsten Maximilian Heinrich angeordneten Bestandsaufnahme gab es in Büsch vier Höfe.
Nachdem das Rheinland 1815 zu Preußen gekommen war, gehörte Büsch zur Gemeinde Elsaff im damals neu gebildeten Kreis Neuwied und wurde von der Bürgermeisterei Asbach verwaltet. Nach einer Volkszählung aus dem Jahr 1885 hatte Büsch 46 Einwohner, die in 9 Häusern lebten, in der gesondert aufgeführten Büschermühle wohnten 7 Personen.
Bis zum 16. März 1974 gehörte Büsch zu der bis dahin eigenständigen Gemeinde Elsaff, welche mit gleichem Datum aufgelöst wurde und deren Ortschaften entsprechend der ehemaligen Kirchspielzugehörigkeit den neu gebildeten Ortsgemeinden Asbach und Buchholz zugeordnet wurden. Hierbei kam Büsch zu Asbach und gehört seitdem zur Gemarkung Elsaff-Asbach. 1987 zählte Büsch 38 Einwohner.

## Büscher Mühle
Der Wohnplatz „Büschermühle“ liegt etwa einen Kilometer unterhalb der Ortschaft Büsch entfernt nahe Bennau. Er hat den Namen von der 1975 niedergelegten Öl-, Mahl- und Knochenmühle. Das Alter der früheren Mühle ist unbekannt, möglicherweise gehörte diese Mühle zum „Petershof“, einem der fünf Elsaffer Höfe, die 893 im Prümer Urbar genannt wurden. Bis 1938 wurde hier Korn und Hafer gemahlen.

## Sehenswürdigkeiten
Unter Denkmalschutz stehen:
- Ein stattlicher Wohnteil eines Quereinhauses aus Fachwerk, teilweise verkleidet, errichtet im 18. Jahrhundert (Büsch 11)
- südöstlich von Büsch an der Straße nach Asbach ein Wegekreuz aus Sandstein, bezeichnet mit der Jahreszahl 1869
- Siehe auch: Liste der Kulturdenkmäler in Asbach (Westerwald)